# Норвелл (Массачусетс)
Норвелл (англ. Norwell) — місто (англ. town) в США, в окрузі Плімут штату Массачусетс. Населення — 11 351 особа (2020).

## Демографія
Згідно з переписом 2010 року, у місті мешкало 10 506 осіб у 3553 домогосподарствах у складі 2845 родин. Було 3675 помешкань
Расовий склад населення:
| - 96,3 % — білих - 1,7 % — азіатів - 0,6 % — чорних або афроамериканців - 0,1 % — корінних американців |

До двох чи більше рас належало 1,0 %. Частка іспаномовних становила 1,2 % від усіх жителів.
За віковим діапазоном населення розподілялося таким чином: 28,5 % — особи молодші 18 років, 55,6 % — особи у віці 18—64 років, 15,9 % — особи у віці 65 років та старші. Медіана віку мешканця становила 43,8 року. На 100 осіб жіночої статі у місті припадало 92,0 чоловіків;  на 100 жінок у віці від 18 років та старших — 89,9 чоловіків також старших 18 років.
Середній дохід на одне домашнє господарство  становив 170 302 долари США (медіана — 128 563), а середній дохід на одну сім'ю — 187 587 доларів (медіана — 143 605). Медіана доходів становила 117 647 доларів для чоловіків та 78 714 долари для жінок. За межею бідності перебувало 3,6 % осіб, у тому числі 2,0 % дітей у віці до 18 років та 4,7 % осіб у віці 65 років та старших.
Цивільне працевлаштоване населення становило 5238 осіб. Основні галузі зайнятості: освіта, охорона здоров'я та соціальна допомога — 26,5 %, науковці, спеціалісти, менеджери — 15,3 %, фінанси, страхування та нерухомість — 12,7 %.